# Urban Zemmer
Urban Zemmer, né le 4 juillet 1970 à Castelrotto, est un coureur de fond italien spécialisé en kilomètre vertical. Il est champion du monde 2010, double champion d'Europe et champion d'Italie 2011 de la spécialité. Il a également remporté deux fois le classement Vertical de la Skyrunner World Series en 2012 et 2013.

## Biographie
Né à Castelrotto au pied de l'Alpe de Siusi, Urban travaille comme fermier et plombier. Il se met à la course à pied sur le tard, lorsque son médecin lui suggère de faire du sport pour rétablir son genou après un accident. Invité par des collègues à effectuer un tour en ski de randonnée, il se prend au jeu de la course avec un champion local qui ne parvient pas à se défaire d'Urban. Ce dernier décide alors de se lancer en compétition et trouve son bonheur dans la discipline du kilomètre vertical où il excelle rapidement,.
Le 18 juillet 2008, il s'illustre lors des SkyGames en remportant la médaille de bronze sur le nouveau kilomètre vertical de la Dolomites SkyRace.
Tirant avantage de la connaissance du terrain, il effectue une excellente course le 17 juillet 2009 pour terminer devant les favoris Agustí Roc Amador et Manfred Reichegger sur le Dolomites Vertical Kilometer. L'épreuve comptant pour les championnats d'Europe de skyrunning, il remporte le titre de la discipline.
L'édition inaugurale des championnats du monde de skyrunning se déroulant à nouveau à Canazei pour le kilomètre vertical. Urban s'élance en favori et assume son rôle en remportant le titre.
Le 28 août 2011, il bat le record du Trofeo Latemar Vertical Kilometer en 35 min 41 s et s'adjuge le titre de champion d'Italie de la discipline. Il prouve sa domination dans la spécialité en établissant un nouveau record sur le kilomètre vertical de Puig Campana en 35 min 43 s. L'épreuve comptant comme championnats d'Europe de skyrunning, il remporte son deuxième titre.
La saison 2012 de la Skyrunner World Series voit apparaître un classement spécifique pour les épreuves de kilomètre vertical. Urban en profite pour y démontrer son talent. Il remporte la victoire au Gerania Vertical Kilometer le 10 juin, puis au kilomètre vertical de Fully le 20 octobre. Il conclut la saison en s'imposant à nouveau au kilomètre vertical de Puig Camapana et remporte le classement Vertical de la Skyrunner World Series.
Il poursuit ses bonnes performances en 2013 en s'imposant au Cara Amón Vertical Kilometer le 18 mai. Le 19 juillet, il voit le Colombien Saúl Antonio Padua lui passer devant pour le commandement de la course au Dolomites Vertical Kilometer. Ce dernier finit par craquer et Urban reprend l'avantage, suivi de près par son compatriote Philip Götsch. L'Espagnol Kílian Jornet les double ensuite pour remporter la victoire. L'épreuve comptant comme championnats d'Europe de skyrunning, Urban décroche la médaille d'argent. Lors de la finale de la Skyrunner World Series au Vertical Grèste de la Mughéra, il est poussé dans ses derniers retranchements par le Norvégien Thorbjørn Thorsen Ludvigsen. Urban parvient à prendre l'avantage et s'impose en signant un nouveau record du parcours en 37 min 11 s. Sa victoire lui permet également de remporter à nouveau le classement Vertical.
Lors des championnats du monde de skyrunning 2014, l'épreuve verticale se déroule sur le kilomètre vertical du Mont-Blanc. Urban y décroche la médaille de bronze, battu par Kílian Jornet et Bernard Dematteis. Le 18 juillet, il remporte sa quatrième victoire au Dolomites Vertical Kilometer. Le 25 octobre, il bénéficie d'excellentes conditions pour s'élancer sur le kilomètre vertical de Fully. Usant de toutes ses forces, il accomplit l'ascension en 29 min 42 s pour remporter la victoire. Il devient ainsi le premier homme à effectuer l'exercice du kilomètre vertical en moins de trente minutes et établit ainsi un nouveau record du monde en la matière,.

## Palmarès
| no  | masculin           | Course                                                   | Longueur | Départ           | Temps           |
| --- | ------------------ | -------------------------------------------------------- | -------- | ---------------- | --------------- |
| 3e  | Médaille de bronze | SkyGames - Kilomètre vertical                            | 2,1 km   | 18 juillet 2008  | 34 min 16 s     |
| 1re | Médaille d'or      | Championnats d'Europe de skyrunning - Kilomètre vertical | 2,1 km   | 17 juillet 2009  | 33 min 56 s     |
| 1re | Médaille d'or      | Championnats du monde de skyrunning - Kilomètre vertical | 2,1 km   | 16 juillet 2010  | 33 min 16 s     |
| 1re | Médaille d'or      | Dolomites Vertical Kilometer                             | 2,1 km   | 23 juillet 2011  | 33 min 44 s     |
| 1re | Médaille d'or      | Championnats d'Italie de skyrunning - Kilomètre vertical | 3,3 km   | 28 août 2011     | 35 min 41 s     |
| 1re | Médaille d'or      | Championnats d'Europe de skyrunning - Kilomètre vertical | 3,65 km  | 5 novembre 2011  | 35 min 43 s     |
| 1re | Médaille d'or      | Gerania Vertical Kilometer                               | 5,8 km   | 10 juin 2012     | 43 min 24 s     |
| 1re | Médaille d'or      | Kilomètre vertical de Fully                              | 1,92 km  | 20 octobre 2012  | 30 min 26 s     |
| 1re | Médaille d'or      | Kilomètre vertical de Puig Campana                       | 3,65 km  | 11 novembre 2012 | 35 min 46 s     |
| 1re | Médaille d'or      | Cara Amón Vertical Kilometer                             | 4,7 km   | 18 mai 2013      | 39 min 26 s     |
| 2e  | Médaille d'argent  | Championnats d'Europe de skyrunning - Kilomètre vertical | 2,1 km   | 19 juillet 2013  | 32 min 50 s     |
| 1re | Médaille d'or      | Vertical Grèste de la Mughéra                            | 3,08 km  | 11 octobre 2013  | 37 min 11 s     |
| 1re | Médaille d'or      | Kilomètre vertical de Fully                              | 1,92 km  | 19 octobre 2013  | 30 min 54 s     |
| 3e  | Médaille de bronze | Championnats du monde de skyrunning - Kilomètre vertical | 3,8 km   | 27 juin 2014     | 34 min 37 s     |
| 1re | Médaille d'or      | Dolomites Vertical Kilometer                             | 2,4 km   | 18 juillet 2014  | 32 min 51 s     |
| 2e  | Médaille d'argent  | Vertical Grèste de la Mughéra                            | 3,08 km  | 10 octobre 2014  | 38 min 5 s      |
| 1re | Médaille d'or      | Kilomètre vertical de Fully                              | 1,92 km  | 25 octobre 2014  | 29 min 42 s     |
| 2e  | Médaille d'argent  | Dolomites Vertical Kilometer                             | 2,4 km   | 17 juillet 2015  | 32 min 54 s     |
| 2e  | Médaille d'argent  | Vertical Grèste de la Mughéra                            | 3,7 km   | 16 octobre 2015  | 44 min 0 s      |
| 1re | Médaille d'or      | Kilomètre vertical de Fully                              | 1,92 km  | 24 octobre 2015  | 30 min 11 s     |
| 3e  | Médaille de bronze | Santa Caterina Vertical Kilometer                        | 2,9 km   | 24 juin 2016     | 36 min 39 s     |
| 1re | Médaille d'or      | Claro-Pizzo                                              | 9,2 km   | 2 octobre 2016   | 1 h 44 min 40 s |
| 2e  | Médaille d'argent  | Kilomètre vertical de Fully                              | 1,92 km  | 22 octobre 2016  | 30 min 28 s     |